# 青山景
青山景（1979年9月26日—2011年10月上旬），日本男性漫画家。于2011年10月在家中上吊自杀。

## 简介
毕业于武藏野美术大学视觉传达设计学科，2003年发表的处女作《茶番劇》获得イキマン奖（漫画杂志《月刊IKKI》的新人奖）。2004年，将舞城王太郎的小说《ピコーン!》漫画化，登载于《月刊IKKI》。2005年，在《月刊IKKI》连载《SWWEEET》（危险甜心）。后在《CONTINUE》连载《闪光灯》，在《Big Comic Superior》连载《中华少女》。2010年在《Evening》连载宗教题材漫画《朝子的默示录》。他的漫画中经常描写青春期的少女。
2011年10月9日，讲谈社的工作人员因为无法与他取得联系而报警，发现他在家中的浴室上吊自杀，享年32岁。

## 作品列表

### 漫畫
- 危險甜心（SWWEEET）（月刊IKKI 2005年4月号 - 2006年6月号、小學館）
- 閃光燈（ストロボライト）（CONTINUE Vol.33 - 43、45 - 46、太田出版）
- 中華少女（チャイナガール）（腳本：、Big Comic Superior 2009年3號 - 11號、小學館）
- 朝子的默示錄（よいこの黙示録）（Evening 2010年18號 - 2011年21號，絕筆、講談社）全2卷

### 短篇集
- ピコーン!（2007年、小学館 ISBN 978-4091883568） - 原作：舞城王太郎
  - （月刊IKKI 2004年8月号別冊附錄、小学館）
- （2012年、小学館 ISBN 978-4091885821）
  - （月刊IKKI 2003年5月号、小学館）
  - （月刊IKKI 2003年8月号、小学館）

### 插畫
- （小山史著、村井光男編輯、ナナロク社） - 封面插圖、插繪

## 師傅
- 朔ユキ蔵